# Branchinecta gigas

{{Taxobox
| name = 
| status = lc | status_system = IUCN3.1
| status_ref =
| image =
| regnum = 
| phylum = 
| classis = 
| ordo = 
| familia = 
| genus = 
| binomial = 
| range_map=
| range_map_caption=
| binomial_authority = -{Lynch, 1937
}-
}}
Branchinecta gigas је животињска врста класе Crustacea која припада реду Anostraca. 

## Угроженост
Ова врста је наведена као последња брига, јер има широко распрострањење и честа је врста.

## Распрострањење
Врста је присутна у Канади и Сједињеним Америчким Државама.

## Станиште
Станиште врсте су слатководна подручја. 